# Amegilla mongolica
Amegilla mongolica là một loài Hymenoptera trong họ Apidae. Loài này được Wu mô tả khoa học năm 1990.